# Girl, So Confusing
Girl, So Confusing è un brano musicale della cantante britannica Charli XCX, decima traccia del sesto album in studio Brat, pubblicato il 7 giugno 2024.

## Antefatti
Charli XCX ha parlato per la prima volta del brano durante un'intervista concessa The Face nel febbraio 2024; Shaad D'Souza ha rivelato che nel brano «Charli parlasse di una relazione tesa che ha con una collega non meglio precisata». La cantante ha successivamente chiarito attraverso il proprio profilo TikTok che l'album Brat non avrebbe contenuto alcuna traccia di dissing, fatta eccezione per il singolo apri-pista Von Dutch.

## Descrizione
Girl, So Confusing viene catalogato come un brano indie dance influenzato dalle sonorità della musica glitch costruito su voci parlate e cantate con l'ausilio dell'Auto-Tune e una linea di basso pulsante. Lindsay Zoladz del The New York Times ha elogiato la base di produzione, mentre Meaghan Garvey di Pitchfork ha definito la canzone «scintillante» e «grezza». Hannah Mylrea di NME ha paragonato la produzione del brano al mixtape di Charli XCX del 2017 Pop 2, mentre Paolo Ragusa di Consequence ha osservato come i campionamenti vocali modificati suonino «vivaci e svuotati».
Dal punto di vista lirico, il brano discute della relazione tesa tra Charli XCX e una collega non direttamente menzionata. Dopo la pubblicazione dell'album, la cantante ha chiarito di aver scritto la canzone come un modo per esplorare le relazioni sfumate e complesse che le artiste pop sono tenute a mantenere tra loro sotto i riflettori. Durante un'intervista con i comici Matt Rogers e Bowen Yang autori del podcast Las Culturistas, Charli XCX ha affermato che, pur rispettando la crescente solidarietà tra artiste della musica pop, riconosce anche le sfumature di tali relazioni: «Non credo che si diventi una cattiva femminista se magari non si va d'accordo con ogni singola donna. Non è nella natura degli esseri umani. Tra di noi c'è competitività. C'è invidia. C'è cameratismo. Ci sono tutte queste dinamiche diverse.»
Per tale motivo, la pubblicazione del brano ha portato gli organi di stampa a effettuare delle speculazioni su chi fosse la destinataria del brano. Secondo Mey Rude di Out la scelta sarebbe potuta ricadere su una tra le seguenti tre colleghe: Rina Sawayama, Marina Diamandis o Lorde. Sebben XCX e Sawayama avessero collaborato al singolo del 2022 Beg for You contenuto nell'album di XCX Crash, nel 2023 si era diffusa un'indiscrezione secondo cui il loro rapporto si fosse incrinato in seguito a una discussione intercorsa tra Sawayama e il frontman dei the 1975 Matty Healy, essendo Charli legata sentimentalmente al batterista del gruppo George Daniel.
Charli XCX e Diamandis hanno collaborato nel 2013 al singolo Just Desserts, utilizzato per promuovere il The Lonely Hearts Club Tour di Diamandis, in cui Charli XCX si è esibita come artista di apertura. Nel 2016 Charli XCX ha pubblicato una serie di foto a tema frutta, scattate dalla fotografa Charlotte Rutherford, per una campagna pubblicitaria con la compagnia britannica di profumi Impulse. Diamandis, che in precedenza aveva lavorato con Rutherford, ha commentato il post alludendo alla familiarità con l'estetica del suo album Froot (2015). Charli ha risposto affermando di non essersi ispirata all'opera di Diamandis per la campagna pubblicitaria, in quanto non era a conoscenza delle illustrazioni, ma ha confessato che, dopo aver visto le immagini, condividevano delle somiglianze con il servizio fotografico di Diamandis. Nel 2023, XCX ha dichiarato di essersi sentita «molto ferita, turbata e confusa” dalla decisione di Diamandis di rispondere pubblicamente alla situazione». Tuttavia, al momento della pubblicazione di Brat, Marina ha pubblicamente lodato il progetto e le due hanno avuto uno scambio amichevole attraverso la rete sociale.
Per via della loro estetica e delle caratteristiche fisiche similari, Lorde e Charli XCX sono state spesso paragonate dai media. In un'intervista del 2014, Charli XCX è stata scambiata per Lorde quando l'intervistatore le ha chiesto quale fosse l'ispirazione dietro la stesura del singolo Royals, singolo del 2013 che ha lanciato la carriera di Lorde. Charli XCX non ha corretto l'intervistatore, ma ha finto di essere Lorde ed ha risposto alla domanda. In un'intervista datata maggio 2024 con Rolling Stone, Charli XCX ha rivelato di essere stata inizialmente invidiosa di Lorde e del successo commerciale da lei ottenuto con Royals, portandola a un confronto con la collega. Tuttavia, ha confessato che le loro differenze stilistiche le avevano confermato che fossero «due persone completamente diverse» e che quei pensieri erano il risultato di un'insicurezza circa il proprio lavoro. È stato notato come alcuni versi del brano contenessero riferimenti a pezzi del repertorio di Lorde, come il singolo Team (2013) e la traccia Writer in the Dark (2017).

## Remix
Il 21 giugno 2024 è stato reso disponibile il remix del brano, che vede la partecipazione della cantante neozelandese Lorde e incluso nel primo album di remix Brat and It's Completely Different but Also Still Brat.
Il coinvolgimento di Lorde nel remix ha confermato le indiscrezioni da parte dei media secondo cui il testo della versione originale del brano potesse essere indirizzato a lei. Il remix è stato acclamato dalla critica specializzata, che lo ha definito il migliore all'interno dell'album Brat and It's Completely Different but Also Still Brat; a fine anno, è stato eletto dalle testate Business Insider, Exclaim! e The Independent come miglior pubblicazione musicale del 2024.

## Classifiche

### Classifiche settimanali
| Classifica (2024) | Posizione massima |
| ----------------- | ----------------- |
| Australia         | 50                |
| Canada            | 57                |
| Grecia            | 99                |
| Irlanda           | 26                |
| Nuova Zelanda     | 24                |
| Regno Unito       | 28                |
| Stati Uniti       | 63                |